# Sistema de gestión energética
Un sistema de gestión energética (energy management system - EMS) es un sistema de herramientas asistido por ordenador utilizados por los operadores  de servicios públicos (típicamente, empresas de energía eléctrica, gas o agua) para supervisar, controlar y optimizar el rendimiento de la generación y/o transmisión del servicio. Se pueden utilizar en sistemas de diversa escala, llegando a gestionar microrredes o microgrids.
Como tecnología informática tiene un gran solapamiento con los sistemas SCADA, por lo que también se les conoce en conjunto como SCADA/EMS o EMS/SCADA. En este sentido, la terminología EMS excluye las funciones de monitoreo y control, pero más específicamente se refiere al conjunto de actividades de planificación de generación y transporte de energía. Los fabricantes de EMS también suelen suministrar un simulador de entrenamiento de despachadores correspondiente (DTS). Esta tecnología relacionada hace uso de componentes de SCADA y EMS como una herramienta de capacitación para operadores de centros de despacho. 
Los sistemas comerciales de gestión de la energía también suelen ser utilizados por entidades comerciales individuales para monitorear, medir y controlar las cargas eléctricas de sus edificios. Los sistemas de administración de energía se pueden usar para controlar centralmente dispositivos como unidades de climatización y sistemas de iluminación en múltiples ubicaciones, como tiendas, supermercados y restaurantes.  Los sistemas de administración de energía también pueden proporcionar funciones de medición, submedición y monitoreo que permiten a los administradores de instalaciones y edificios recopilar datos y conocimientos que les permitan tomar decisiones más informadas sobre las actividades de energía en sus sitios. 

## Sistemas usados
Hasta comienzos de 1990, los proveedores de sistemas de EMS solían emplear hardware y sistemas operativos propietarios del suministrador. En aquel entonces, proveedores de EMS como Harris Controls (ahora GE ), Hitachi, Cebyc , Control Data Corporation, Siemens y Toshiba fabricaban su propio hardware propietario. Los proveedores de EMS que no fabricaban su propio hardware a menudo se basaban en productos desarrollados por terceras partes como Digital Equipment, Gould Electronics y MODCOMP. El VAX 11/780 de Digital Equipment fue una opción popular entre algunos proveedores de EMS. Los sistemas EMS ahora se basan en un enfoque basado en modelos. Los modelos de planificación tradicionales y los modelos de EMS siempre se mantuvieron de forma independiente y rara vez se sincronizaron entre sí. El uso del software EMS permite a los planificadores y operadores compartir un modelo común, lo que reduce el desajuste entre los dos y reduce a la mitad el mantenimiento del modelo. Tener una interfaz de usuario común también permite una transición más fácil de la información de la planificación a las operaciones. 
A medida que los sistemas propietarios dejaron de ser rentables, los proveedores de EMS comenzaron a ofrecer soluciones basadas en plataformas de hardware estándar de la industria, como las de Digital Equipment (más tarde Compaq y HP), IBM y Sun. El sistema operativo común era DEC OpenVMS o Unix. Para el año 2004, varios proveedores de EMS, incluyendo Alstom, ABB y OSI, habían comenzado a ofrecer soluciones basadas en Windows.  Para 2006, los clientes tenían una opción de sistemas basados en UNIX , Linux o Windows. Algunos proveedores, incluidos ETAP, NARI, PSI-CNI y Siemens continúan ofreciendo soluciones basadas en UNIX.  Ahora es común que los proveedores integren soluciones basadas en UNIX en la plataforma Sun Solaris o IBM. Los sistemas EMS más nuevos basados en servidores blade ocupan una fracción del espacio requerido anteriormente.  Por ejemplo, un rack blade de 20 servidores ocupa el mismo espacio que el que ocupaba un único servidor MicroVAX .

## Usos

### Eficiencia energética en redes
Los sistemas de gestión energética pueden mejorar la eficiencia energética a través de la optimización de procesos al informar al gestor sobre el uso de energía por parte de equipos individuales y sobre los patrones de consumo del sistema. Los sistemas de administración de energía ofrecen la capacidad de recopilar datos detallados en tiempo real para cada equipo y generar una guía inteligente, específica y en tiempo real para encontrar y capturar las oportunidades de ahorro más atractivas. Si el sistema incluye el apartado de control y monitorización, esa información se puede integrar para planificar consumos, transporte y generación de la energía de formas más eficientes. 

### Sistema de gestión de energía del hogar
La gestión de la energía en el hogar (HEM por sus siglas en inglés) permite a los consumidores participar en las actividades relacionadas con la gestión de la demanda eléctricas. Pero, enfrenta algunos problemas resultantes de la no gestionabilidad de fuentes de energía como algunos recursos de energía renovable y de los problemas de predicción de algunas fuentes de consumo. Mientras tanto, los consumidores domésticos apuntan al nivel más alto de confort que debe considerarse minimizando el fenómeno de "fatiga de respuesta".

### Control automatizado de la energía de la edificación
El término sistema de gestión energética también puede referirse a un sistema de computadora diseñado específicamente para el control y monitoreo automatizado de esas instalaciones electromecánicas en un edificio que producen un consumo de energía significativo, como instalaciones de calefacción, ventilación e iluminación. El alcance puede abarcar desde un solo edificio hasta un grupo de edificios como campus universitarios, edificios de oficinas, redes de tiendas minoristas o fábricas. La mayoría de estos sistemas de administración de energía también proporcionan instalaciones para la lectura de medidores de electricidad, gas y agua. Los datos obtenidos de estos se pueden utilizar para realizar rutinas de autodiagnóstico y optimización de forma frecuente y para producir análisis de tendencias y pronósticos de consumo anuales. 